# Мухаммад IV (маї Борну)
Мухаммад IV (*д/н —1479) — 17-й маї Борну в 1474—1479 роках.

## Життєпис
Походив з династії Сейфуа. Син маї Мухаммада III. після загибелі батька 1458 року розпочав боротьбу за трон з іншими родичами. 1474 року після перемоги над маї Омаром II посів трон.
Намагався відновити єдність держави, для чого поча вприборкувати напівнезалежних намісників, бунтівних військовиків та шейхів племен. Досяг в цьому значного успіху. Втім головною проблемою залишався Алі ібн Зейнаб, що зберігав самостійність. 1476 року останній завдав Мухаммаду IV тяжкої поразки, захопивши столицю Каґа. Але маї продовжив боротьбу до 1479 року, коли зазнав остаточної поразки й загинув.